# Vârfu lui Pătru, Munții Șureanu
Vârfu lui Pătru este un vârf montan din Munții Șureanu, Carpații Meridionali, având o înălțime de 2.130 metri.

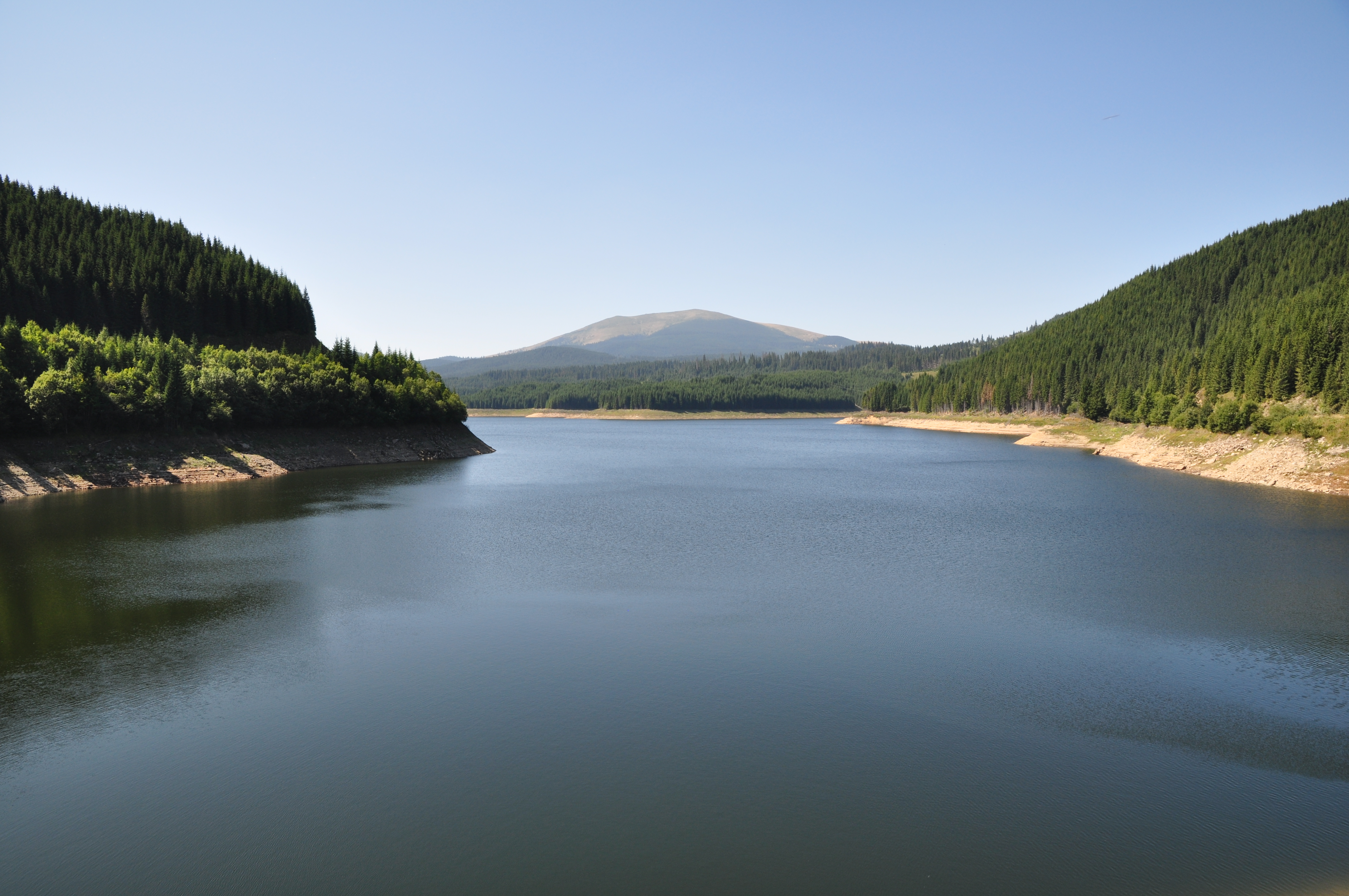
Lacul Oaşa și Vârful lui Pătru

## Galerie de imagini
- Vârful lui Pătru